# Lingua shua
La lingua shua o shwa è una lingua parlata nell'Africa sudoccidentale, appartenente alla famiglia delle lingue khoisan; è considerata parte del sottogruppo khoe-kwadi. La lingua è conosciuta con diversi altri nomi (mashuakwe, shua-khwe, tshumakwe).
Lo shua viene parlato da circa 6.000 persone nella parte nordorientale del Botswana, presso i confini con lo Zimbabwe. Nonostante il ridotto numero di parlanti, all'interno della lingua shua vengono identificati numerosi dialetti, alcuni dei quali già estinti o in grave pericolo di scomparsa.
- deti (estinto)[4]
- ganádi
- shwa-khwe
- nǀoo-khwe
- ǀoree-khwe o ǀkoree-khwe
- ǁʼaiye o ǀaaye
- ǀxaise or ǀtaise, con 220 parlanti nel 2008, in grave pericolo di estinzione[5]
- danisi, con 220 parlanti nel 2008, in grave pericolo di estinzione[5]
- hietshware
- tshidi-khwe
- cara

Lo shua è una lingua tonale ed è contraddistinta (come tutte le lingue khoisan) dalla presenza di numerose consonanti clic, prodotte facendo schioccare la lingua contro il palato o contro i denti.